# Hochschulreife
Als Hochschulreife oder Universitätsreife wird die Berechtigung zu einem Studium an einer Hochschule bezeichnet.
Diese kann zur Immatrikulation jeglicher Studien einer Hochschule oder bestimmter Studienrichtungen berechtigen.

## Situation in Deutschland
Die Hochschulzugangs- oder Studienberechtigung wird durch ein entsprechendes Zeugnis über
- die allgemeine Hochschulreife (Abitur),
- die fachgebundene Hochschulreife (fachgebundenes Abitur / umgangssprachlich: Fachabitur) oder
- die Fachhochschulreife (umgangssprachlich: Fachabitur)

bescheinigt, aus denen sich dem Grunde nach ein Anspruch auf Studienzulassung (Immatrikulation) ergibt. Weitere Zulassungsbedingungen wie bestandene Aufnahmetests oder Bewerbungsgespräche sind möglich, etwa Begabungsfeststellungen bei Kunst- und Musikhochschulen, oder können zu einem besseren Rang in der Zulassung von NC-Fächern führen, etwa in der Medizin. Auch können das Latinum oder Graecum verlangt werden, doch dürfen diese in der Regel durch Ergänzungsprüfungen zum Abitur an den Hochschulen vor dem Abschluss nachgeholt werden.
Die drei aufgeführten (Sammel-)Begriffe werden auf sämtliche Bildungsabschlüsse angewandt, die zur Aufnahme eines Studiums an einer Hochschule berechtigen.
Die mit einer erfolgreich bestandenen Abiturprüfung (einer „Reifeprüfung“, latinisiert: „Matura-Examen“) verbundene „allgemeine Hochschulreife“ besagt weder, dass der Abgänger vom Gymnasium eine menschliche Reife aufweist noch dass er in der Lage ist, das von ihm gewählte Studium erfolgreich abzuschließen. Eine Studienberechtigung bedeutet keine faktisch gegebene Studierfähigkeit.
Gegenüber der aufnehmenden Hochschule gilt als Voraussage, dass ein Studienbewerber studierfähig sei, üblicherweise eine der oben angeführten Zeugnisurkunden, die nach dem erfolgreichen Abschluss der Sekundarstufe II ausgestellt werden; dieser Nachweis kann aber auch in anderer geeigneter Form (siehe im Folgenden) erbracht werden.

### Zugang zum Hochschulstudium
Die Bescheinigung der Qualifikation für ein Hochschulstudium erfolgt grundsätzlich durch den erfolgreichen Abschluss einer auf das Studium vorbereitenden Schulbildung. In diesem Sinne ist allgemeine Zulassungsvoraussetzung ein Reifezeugnis mit entsprechender Dauer und Qualität. Mit einem Hochschulabschluss verbunden ist die Allgemeine Hochschulreife, die volle Studienberechtigung für sämtliche Studiengänge.
Im November 2008 beschloss die Hochschulrektorenkonferenz die Neuordnung des Hochschulzugangs für beruflich Qualifizierte. Im März 2009 einigten sich die Kultusminister der Länder darauf, dass Absolventen beruflicher Aufstiegsfortbildungen – beispielsweise Handwerksmeister, Industriemeister, Fachwirte, Staatlich geprüfte Techniker und Inhaber gleichgestellter Abschlüsse – deutschlandweit der Zugang zu einem ersten berufsqualifizierenden Hochschulstudiengang ermöglicht wird. Berufstätigen mit mindestens zweijähriger Berufsausbildung plus dreijähriger Berufspraxis steht nach dieser Regelung der Zugang zu einem Bachelorstudium offen, wenn sie zuvor einen Qualifizierungstest bestanden oder ein einjähriges Probestudium erfolgreich absolviert haben.
Neben der notwendigen Bedingung des Vorliegens einer Hochschulzugangsberechtigung gibt es für viele Studienfächer auch weitere Bedingungen für die Zuweisung eines Studienplatzes, vor allem in Form eines Numerus clausus.

### Zeugnisse der Hochschulreife
In den Schulsystemen der Bundesländer können verschiedene Hochschulzugangsberechtigungen erworben werden:
- die allgemeine Hochschulreife, das Abitur, als allgemeine Hochschulzugangsberechtigung für sämtliche Studiengänge an Universitäten, Technische Hochschulen, Musik- und Kunsthochschulen, Pädagogische Hochschulen, Fachhochschulen usw.
- die fachgebundene Hochschulreife bzw. das fachgebundene Abitur als eingeschränkte Hochschulzugangsberechtigung für bestimmte Studienfächer an den universitären Hochschulen, aber sämtliche Studiengänge an Fachhochschulen
- die Fachhochschulreife (allgemein oder fachgebunden, umgangssprachlich Fachabitur) als Zugangsberechtigung für Studiengänge an Fachhochschulen, Gesamthochschulen und (länderbezogen) bestimmte (Bachelor-)Studiengänge an Universitäten
- der berufsbildende Hochschulzugang für fachlich einschlägige Studiengänge

Fachabitur war eine Bezeichnung sowohl für die fachgebundene als auch für die Fachhochschulreife. Ursprünglich wurde allein die fachgebundene Hochschulreife umgangssprachlich als „Fachabitur“ oder in der Schreibweise Fach-Abitur (fachgebundenes Abitur) bezeichnet. Der Bedeutungswandel begann – insbesondere in den nördlichen Ländern der Bundesrepublik Deutschland – Anfang der 1970er Jahre mit der Gründung der neuen Hochschulart, der Fachhochschule. Zulassungsvoraussetzung war die Fachhochschulreife, die entweder über eine neu errichtete Schulform (Fachoberschule oder eine vergleichbare Oberschule) erworben werden konnte. Da das Abitur als Synonym für die allgemeine Hochschulreife bzw. fachgebundene Hochschulreife bekannt war, die Fachhochschulreife dagegen noch eher unbekannt, wurde umgangssprachlich oftmals die Fachhochschulzugangsberechtigung als „Fachabitur“ bezeichnet.

### Vorschriften zur Vorbereitung auf die Hochschulreife
Die Definition der Fähigkeiten, deren Besitz zu dem Besuch einer Hochschule berechtigen sollen, wurde im Laufe des 20. Jahrhunderts mehrfach verändert.
1964 wurde das Hamburger Abkommen abgeschlossen, ein Staatsvertrag der Kultusministerkonferenz, welcher das allgemeinbildende Schulwesen der Bundesrepublik vereinheitlichte. Die Westdeutsche Rektorenkonferenz beschloss 1969 Kriterien der Hochschulreife, die eine breit angelegte Allgemeinbildung forderte. Es wurde unterschieden zwischen kategorialen Fähigkeiten und formalen Fähigkeiten. 1972 folgte  die KMK-Vereinbarung zur Neugestaltung der gymnasialen Oberstufe. 1975 wurden mit der „Vereinbarung über die Anwendung einheitlicher Prüfungsanforderungen in der Abiturprüfung“ einheitliche Maßstäbe für die Abiturprüfungen festgelegt.
Im Zentrum der Ausführungen stehen:
1. Fähigkeiten und Fertigkeiten, die für ein Studium erforderlich sind (Schlüsselqualifikation) und
2. das Wissen um die Kenntnisse (Bildungskanon).

In den letzten Jahrzehnten hat eine Verlagerung von der Seite des Wissens (Bildungskanon) auf die Seite der Schlüsselfertigkeiten stattgefunden.
Der Begriff Studierfähigkeit wurde von der Lehrerfortbildung Baden-Württemberg 2004 folgendermaßen definiert:
- inhaltlich-sachbezogen: fachliche Kenntnisse aller Art […]: Beherrschung der Verkehrssprache, Mathematisierungskompetenz, fremdsprachliche Kompetenz, IT-Kompetenz, Selbstregulation des Wissenserwerbs
- methodisch-formal: wissenschaftsbezogene Medien- und Methodenkompetenzen sowie Arbeitstechniken […], Differenzierungsvermögen (Wesentliches von Unwesentlichem unterscheiden können, Gemeinsamkeiten und Unterschiede erkennen) etc.;
- sozial: Verantwortung, Kooperations- und Kommunikationsfähigkeit etc.;
- personal: Ausdrucksvermögen, Bekenntnis zur Rationalität, Dispositionen wie Arbeitsdisziplin, Lernbereitschaft, Selbstständigkeit, Ausdauer, Genauigkeit etc.[4]

Wenn ein Schulabgänger nach dem Abitur tatsächlich über das oben angeführte Wissen sowie über die dort genannten Kompetenzen verfügt, dürfte es keine Zweifel darüber geben, dass er ein Studium nach Wunsch erfolgreich abschließen kann. Tatsächlich klagen Universitäten und Hochschulen jedoch darüber, dass Studienanfänger über viele wichtige Kompetenzen nicht verfügen.

## Situation in Österreich
Die Zulassung zu einem ordentlichen Studium ist mit der allgemeinen Universitätsreife oder einer besonderen Universitätsreife für das gewählte Studium möglich.
Die allgemeine Universitätsreife kann in Österreich durch die Matura (AHS/BHS) erlangt werden. Auch die Berufsreifeprüfung und die Studienberechtigungsprüfung ermöglichen die allgemeine Universitätsreife. Der Abschluss eines mindestens dreijährigen Studiums, das IB Diploma, das Europäische Abiturzeugnis und eine positiv beurteilte Zulassungsprüfung in den künstlerischen Studien werden ebenfalls als Nachweise akzeptiert.
Ausländische Qualifikationen werden von den Studienzulassungsabteilungen der Hochschulen im Einzelfall auf Äquivalenz überprüft. Das Rektorat kann diesen Studieninteressierten Ergänzungsprüfungen vorschreiben, die vor der Zulassung abzulegen sind. Die Gleichwertigkeit bestimmter ausländischer Reifezeugnisse ist durch multilaterale und bilaterale Abkommen festgelegt.

## Situation in anderen Ländern
- Matura: entspricht in Österreich, Liechtenstein, der Schweiz (dort auch Matur, Maturitätsprüfung, in den anderen Sprachen mit demselben Wortstamm analog) und Südtirol (dort auch Reifeprüfung, staatliche Abschlussprüfung) der deutschen Hochschulreife. Entsprechungen in anderen Sprachen gibt es in Bulgarien, Ungarn, Tschechien, Slowakei, Slowenien, Kroatien, Serbien, Nordmazedonien, Bosnien-Herzegowina und Polen.
- Frankreich: das Baccalauréat général entspricht in etwa der deutschen Hochschulreife (auch in Algerien, Marokko und Tunesien). Damit erhalten die Betroffenen allerdings nur den Zugang zu den Hochschulzulassungsprüfungen an einer Hochschule beziehungsweise Grande école. Das Baccalauréat général wird formal als erster akademischer Grad verstanden.
- Spanischsprachige  Länder: das Bachillerato entspricht schulisch der deutschen Hochschulreife. Damit erhalten die Betroffenen allerdings nur den Zugang zu den Hochschulzulassungsprüfungen (Pruebas de Acceso a la Universidad, im Volksmund selectividad genannt).
- USA: das High School Diploma ist der Abschluss der secondary education schools in den USA. Man erhält es nach zwölf Schuljahren, wobei die letzten vier Jahre auf der High School ausschlaggebend sind. Es stellt aber nicht automatisch eine Studienberechtigung dar. In der Regel erfolgen Einstufungstests wie zum Beispiel der Scholastic Aptitude Test (SAT) oder der American College Test (ACT).
- Vereinigtes Königreich: das Schulsystem im Vereinigten Königreich kennt den sogenannten A-Level an Comprehensive Schools, Grammar Schools oder Public Schools, der zum Studium berechtigt. Man findet in Schottland, Wales, Nordirland und England jeweils eigenständige Schulsysteme, die sich in Details auch der Abschlüsse unterscheiden.
- Niederlande: das Bildungssystem in den Niederlanden kennt den „vorwissenschaftlichen“ oder „vor-universitären Bildungsgang“ (voorbereidend wetenschappelijk onderwijs, vwo). Er dauert sechs Jahre und hat die Vorbereitung der Schüler für die Aufnahme an eine Universität zum Ziel.
- Italien: durch die Staatliche Abschlussprüfung erworbenes Diploma di Maturità,[7] allgemeine Hochschulreife (alle sogenannte Sekundarschulen zweiten Grades umfassend)